# Toyota Corolla E110
La Toyota Corolla modèle E110 est une berline compacte du constructeur automobile japonais Toyota. Elle est la 8e génération de Corolla, lancée en 1995 au Japon et en 1997 en Europe et en Amérique du Nord.

## Présentation

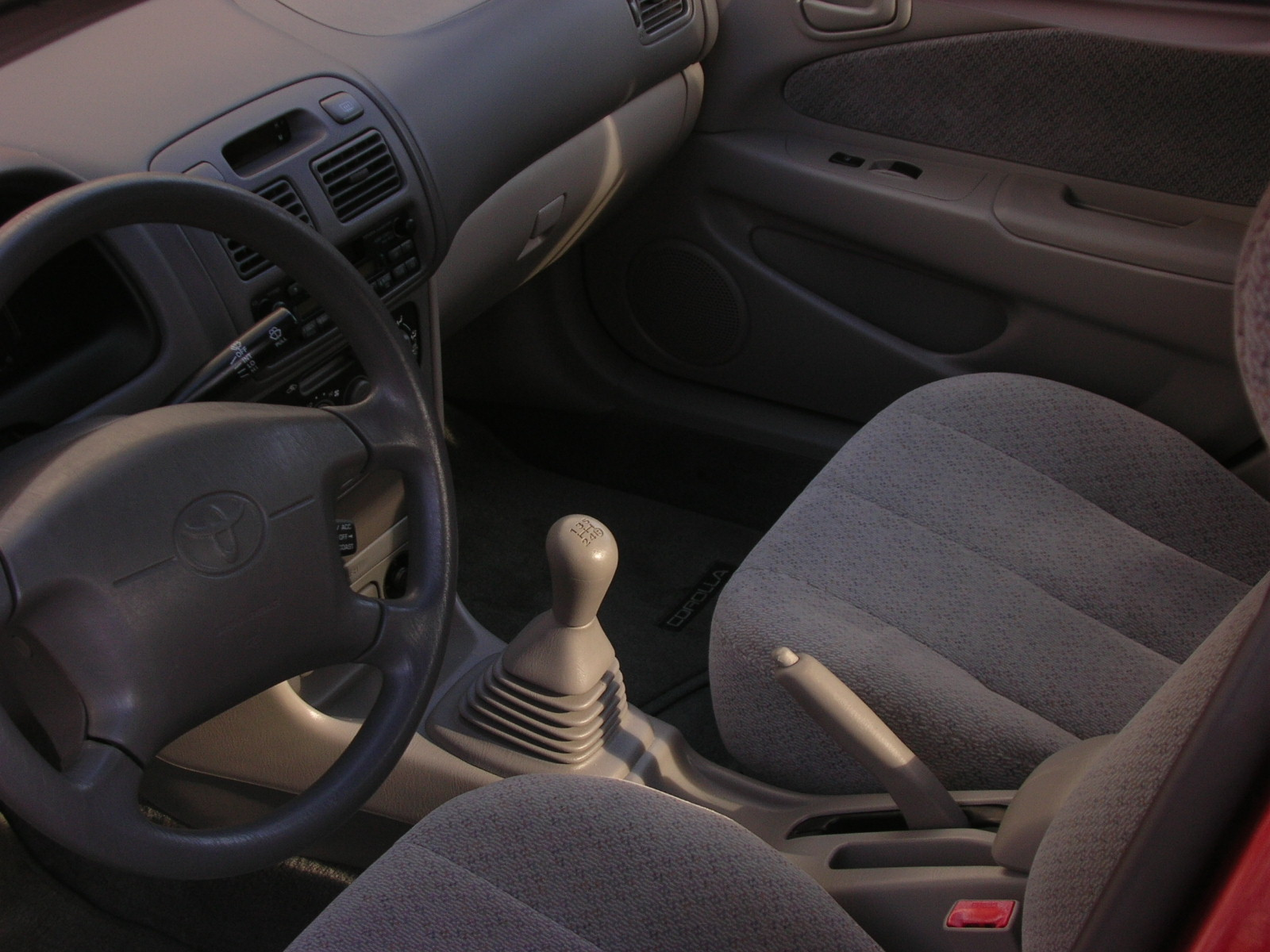
Intérieur Corolla CE.

Pour des raisons de coûts, elle conserve la plate-forme de l'ancienne génération de Corolla. Elle est déclinée en version 3, 4 et 5 portes selon les marchés et elle est déclinée en une version monospace nommée « Spacio », uniquement vendue au Japon.
La Toyota Corolla E110 est aussi vendue en Amérique du Nord sous le nom de « Chevrolet Prizm », de 1998 à 2002, à la suite d'une coopération entre General Motors et Toyota sur ce marché.

## Motorisations

### Japon
Essence :
- 4E-FE — 1,3 litre (1 331 cm3), 4 Cyl., 16 soupapes DOHC, 88 ch (64 kW) ;
- 5A-FE — 1,5 litre (1 498 cm3), 4 cyl., 16 soupapes DOHC, 100 ch (73 kW) ;
- 4A-FE — 1,6 litre (1 587 cm3), 4 cyl., 16 soupapes DOHC, 115 ch (84 kW) ;
- 4A-GE — 1,6 litre (1 587 cm3), 4 cyl., 20 soupapes DOHC, 165 ch (121 kW).

Diesel :
- 2C-III — 2 litres (1 974 cm3), 4 cyl., 73 ch (53 kW) ;
- 3C-E — 2,2 litres (2 184 cm3), 4 cyl., 79 ch (58 kW).

### Europe
Essence :
- De 1997 à 2000 :
  - 4E-FE - 1,4 litre (1 332 cm3), 4 cyl., 16 soupapes DOHC, 86 ch (63 kW) ;
  - 4A-FE - 1,6 litre - (1 587 cm3), 4 cyl., 16 soupapes DOHC, 107 - 110 ch (79−81 kW) ;
- De 2000 à 2002 :
  - 4ZZ-FE - 1,4 litre VVT-i - (1 398 cm3), 4 cyl., 16 soupapes DOHC, 97 ch (71 kW) ;
  - 3ZZ-FE - 1,6 litre VVT-i - (1 598 cm3), 4 cyl., 16 soupapes DOHC, 110 ch (81 kW).

Diesel :
- De 1997 à 2000 : 2C-E - 2 litres D - (1 975 cm3), 4 cyl. 73 ch (53 kW) ;
- De 2000 à 2002 : 2C-TE - 2 litres TD - (1 995 cm3), 4 cyl. 90 ch (66 kW).

### Amérique du Nord
Essence :
- En 1998 et 1999 : 1ZZ-FE, 1,8 litre (1 794 cm3) 4 cyl., 16 soupapes DOHC, 120 ch (89 kW) ;
- De 2000 à 2002 : 1ZZ-FE, 1.8 litre (1 794 cm3) 4 cyl., 16 soupapes DOHC, VVT-i, 125 ch (93 kW).

## Versions et carrosseries spécifiques (Europe, Moyen-Orient, Océanie)

### Toyota Corolla Liftback
Etant plus grande de 170mm que la version trois portes et plus pratique que la version à malle arrière grâce à son hayon, c'est peut-être pour ça que ce fut la version la plus vendue notamment au Royaume-Uni.
Elle est disponible avec les mêmes moteurs et boites de vitesses que sa version plus courte à part sa version sportive qui possède son propre moteur.

#### Phases
Phase 1: 
Phase 2:
Les plus grandes différences se font à l'avant, à l'intérieur et au niveau des moteurs.
À l'avant, les feux passent de quatre optiques de phares circulaires à une forme plus ovale tout en gardant les clignotants sur un autre optique. Le pare-chocs avant change également en passant d'une simple grande grille ovale à trois grilles. La calandre passe d'une forme en nid d'abeilles grise, à une forme en traits horizontaux gris anthracite (sauf la Sportivo qui a une calandre en losange), et en déplaçant le logo Toyota qui se trouvait sur le capot et qui passe sur la calandre pour la phase deux.
À l'intérieur, l'autoradio 1din sur la partie supérieure de la planche de bord migre en dessous des commandes de chauffage (il ne servira plus qu'a insérer la cassette) pour laisser la place à un autoradio intégré avec navigation en option (sauf la Sportivo qui garde l'intérieur de la phase 1 avec comme changement, un autoradio 2din et un volant de Corolla G6).
À l'arrière, la seule différence se trouve au niveau des feux qui changent de forme intérieure mais qui gardent la même forme extérieure.
Sous le capot, une nouvelle gamme de moteurs qui vient remplacer les essences 1,3L 86 ch 4E-FE,1,6L 110 ch 4A-FE et le 2,0L diesel 73 ch 2C-E par des nouveaux moteurs essence VVT-I à calage variable des soupapes 1,4L 97 ch 4ZZ-FE ; 1,6L 110 ch 3ZZ-FE. Deux Diesel arrivent aussi, un 1,9 70 ch 1WZ et un 2,0L D4D 90 ch 1CD-FTW.

#### Options disponibles
- Antibrouillards avant
- Aileron arrière
- Vitres électriques avant
- Vitres électriques arrière
- Jantes aluminium
- Climatisation
- Navigation
- Lave phare
- Toit ouvrant

### Toyota Corolla Sportivo
Une version sportive nommée Sportivo limitée à 110 exemplaires, 10 Sportivo ont été fabriqués en tant que voiture d'essai. elle a été commercialisée uniquement en Australie.
Sous le capot, un 1.8L (7A-FE) et Toyota a rajouté un turbocompresseur ce qui fait 154 chevaux. Elle possède la boite de vitesses manuelle à 5 rapports avec un embrayage renforcé.
Esthétiquement, elle se fait remarquer par sa couleur jaune, son kit carrosserie et ses jantes spécifiques.

#### Spécifique à la Sportivo
- Moteur 7A-FTE
- Refroidisseur intermédiaire
- Embrayage TRD renforcé
- Plaque de pression TRD Plus solide
- Unité de commande électronique Modifiée
- Séparateur d'Huile
- Plaquettes de frein hautes performances
- Jantes alliages (Corsica) montés en Bridgestone
- Bobines améliorés
- Rabaissée de 17mm à l'avant et 15mm à l'arrière
- 4 freins à disques, ventilés à l'avant
- Kit pare-chocs Sportivo
- Jupes latérales Sportivo badgées
- Spoiler arrière rehaussé
- Autocollant de numérotation sur 110
- Système radio 2din
- Volant sportif, celui de la E11 G6

## Toyota Corolla WRC

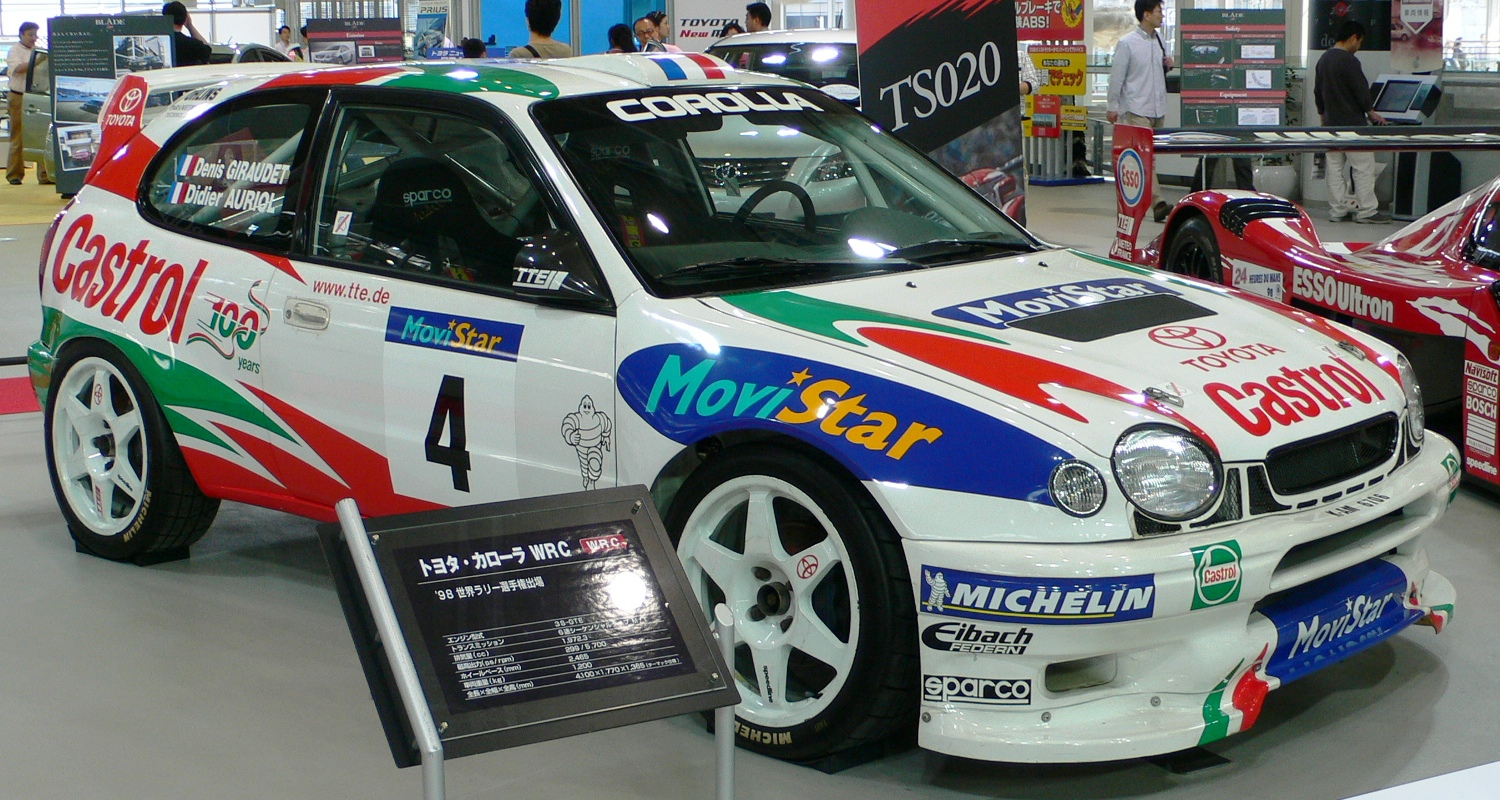
Toyota Corolla WRC 1999.

À la fin de la saison 1997, une version rallye de la Corolla E110, la Toyota Corolla WRC, est engagée par le Toyota Castrol Team Europe de Ove Andersson (TTE) en WRC, jusqu'en 1999. Aux mains principalement de Didier Auriol (2) et de Carlos Sainz (2), la Corolla a gagné quatre rallyes et a permis à Toyota de remporter le titre constructeur WRC en 1999. Carlos Sainz a aussi été tout près de remporter le titre pilote en 1998, terminant sur la seconde marche du podium mondial de fin de saison à 2 points de Tommi Mäkinen, mais une panne mécanique à 300 mètres de l'arrivée de la dernière spéciale du dernier rallye de l'année (le RAC Rally) lui a fait perdre ses chances. En 1999, Didier Auriol est troisième à la fin du championnat.
Victoires en WRC : Monte-Carlo 1998, Nouvelle-Zélande 1998, Catalogne 1998 et Chine 1999.
La Corolla WRC a aussi remporté :
- les Championnats d'Europe des rallyes en 2000 avec Henrik Lundgaard (victoires à Pologne, Ypres, Allemagne, Halkidiki et Turquie) et en 2001 avec Armin Kremer (victoires à Turquie et Bulgarie) ;
- la Coupe d'Europe FIA des conducteurs catégorie Formule 2 en 2000 avec Bruno Thiry ;
- 1 Mitropa Rally Cup en 2002 avec les italiens Zanchi et D'Esposito ;
- 4 championnats des Pays-Bas (Rocco Theunissen en 1999 et 2000 (Ardennes et Hellendoorn -Tulipes d'Or- en ERC), Erik Wevers en 2005, et Frits van Eerd en 2006) ;
- 3 championnats de Finlande (Marcus Grönholm en 1998 en Gr.A -avec aussi une Toyota Celica GT-Four-, Sebastian Lindholm en 2000 en Gr.A -avec aussi une Peugeot 206 WRC-, et Janne Tuohino en 2001 encore en Gr.A) ;
- 3 championnats d'Italie (Andrea Aghini, 1998 et 1999 (dont Saint Marin, Madère, Laine et Messine en ERC), puis Piero Longhi en 2000 (dont Ciocco e Valle del Serchio, Saint Marin, Targa Florio et Messine en ERC)) ;
- 2 championnats d'Angleterre (Jonny Milner, 2002 et 2003) ;
- 2 championnats du Portugal (Pedro Chaves, 1999 et 2000) ;
- 1 championnat de Grèce (Áris Vovós, 2000) ;
- 2 championnats d'Estonie Groupe A (Margus Murakas, 2001 et 2002 (Kurzeme en ERC)) ;
- 1 championnat d'Italie Terre (Marco Tempestini), en 1999.

### Pilotes officiels en championnat du monde
- Didier Auriol ;
- Carlos Sainz ;
- Marcus Grönholm ;
- Thomas Rådström ;
- Freddy Loix.

### Quelques pilotes privés en championnat du monde
- Markko Märtin ;
- Bruno Thiry ;
- Harri Rovanperä ;
- Sébastien Loeb ;
- Daniel Carlsson ;
- Jari-Matti Latvala.

## Galerie

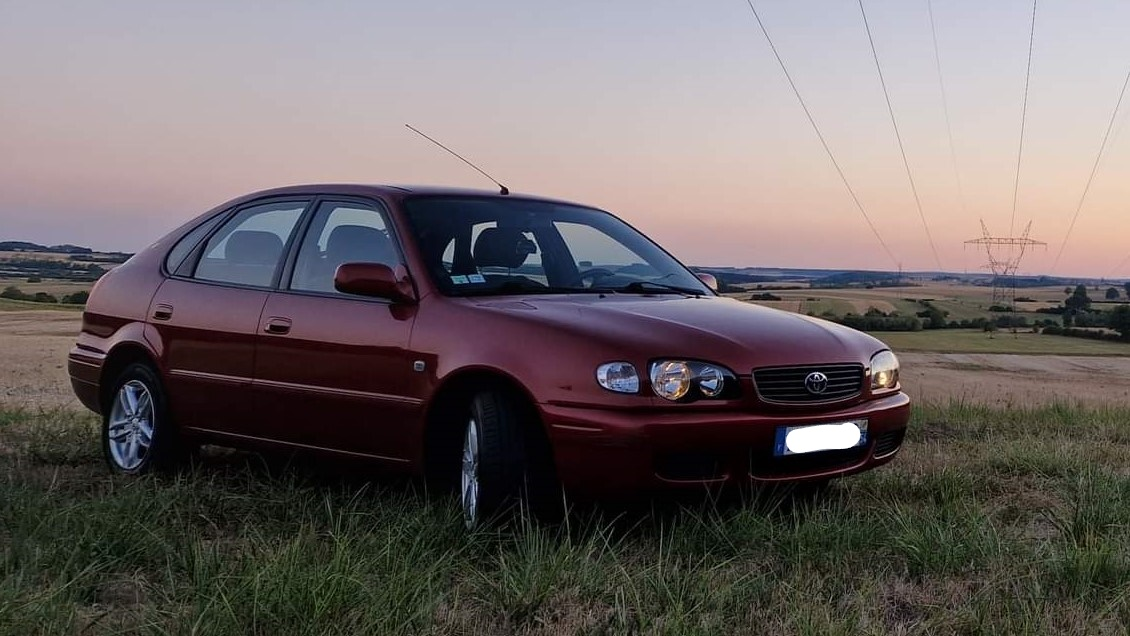
Toyota Corolla E110 liftback 1.4 97 4ZZ-FE 2000 (Europe).
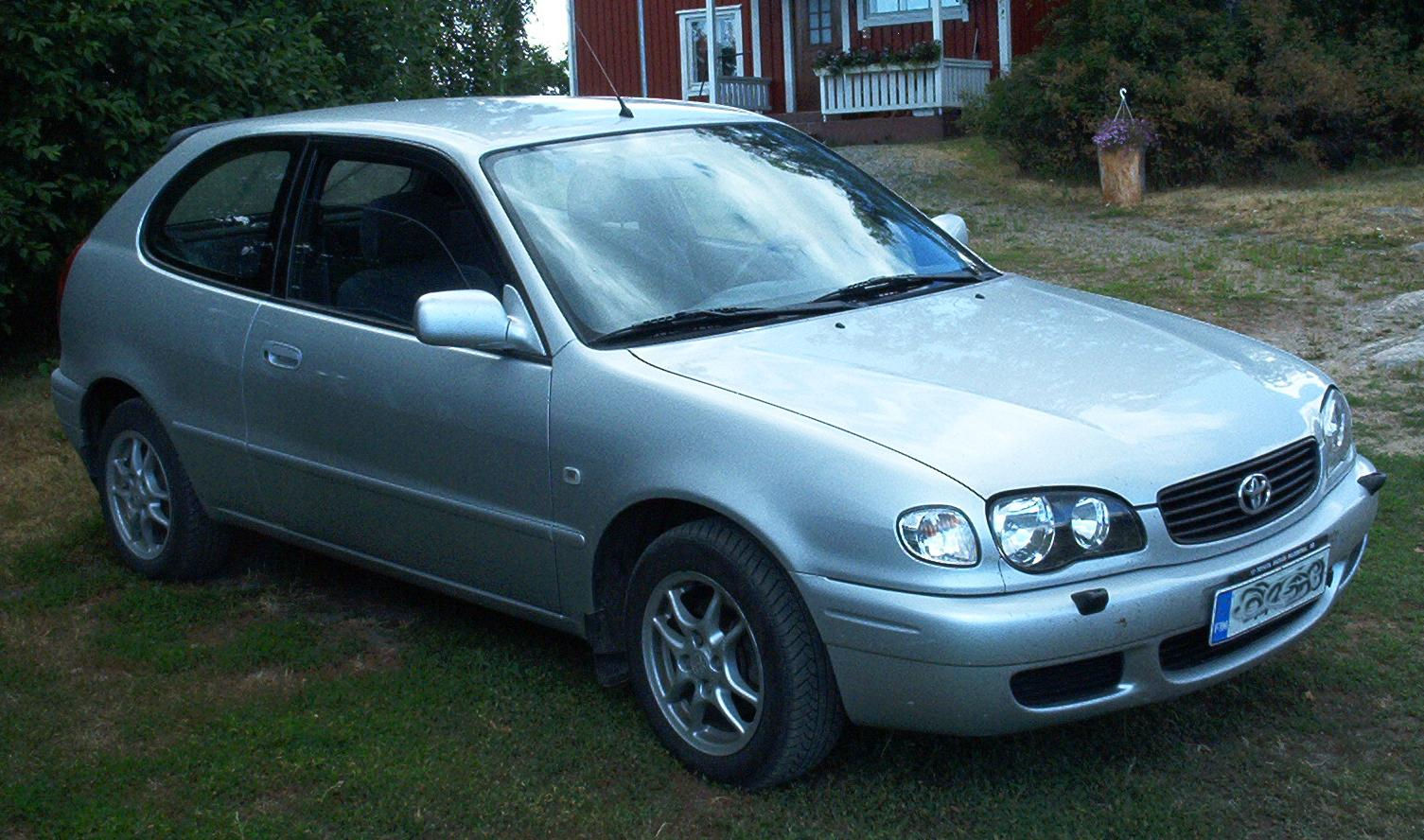
Corolla 3 portes 1999-2001 (Europe).
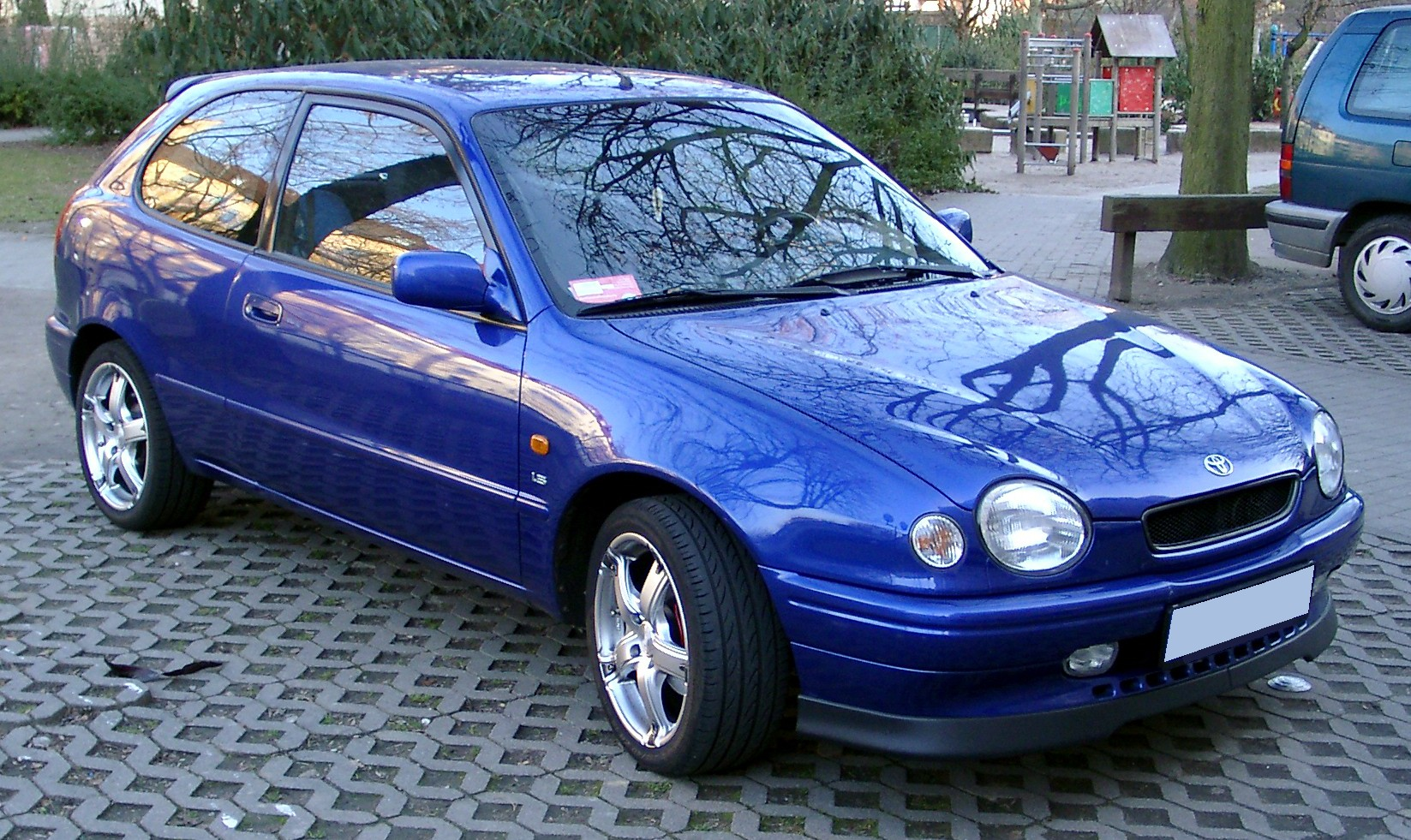
Corolla 3 portes 1997-1999 (Europe).
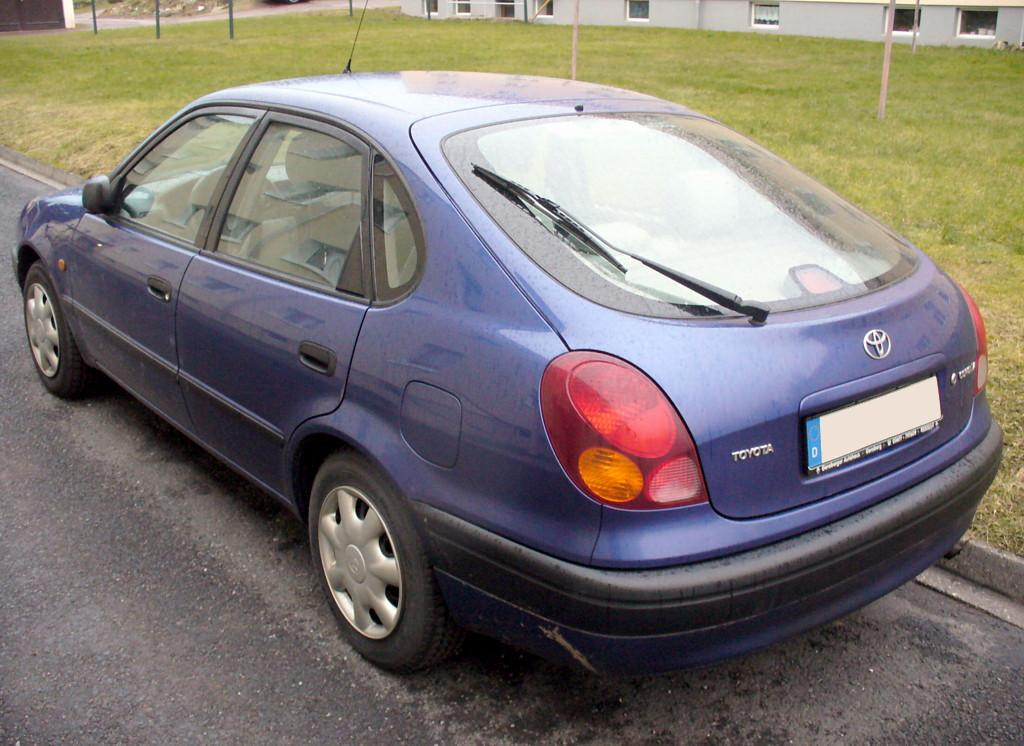
Corolla 5 portes 1997-1999 (Europe).
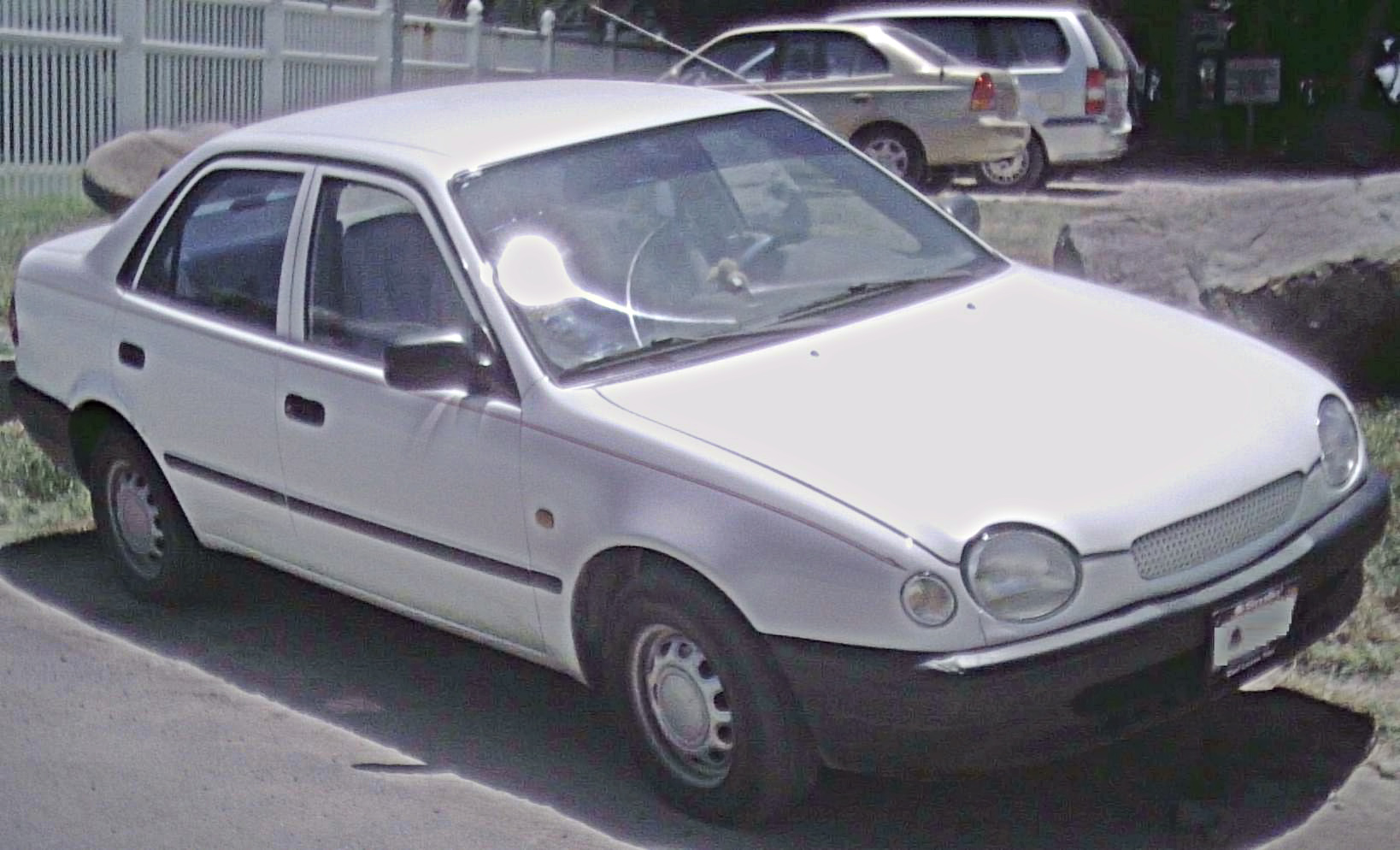
Corolla Sedan 1997-1999 (Europe).
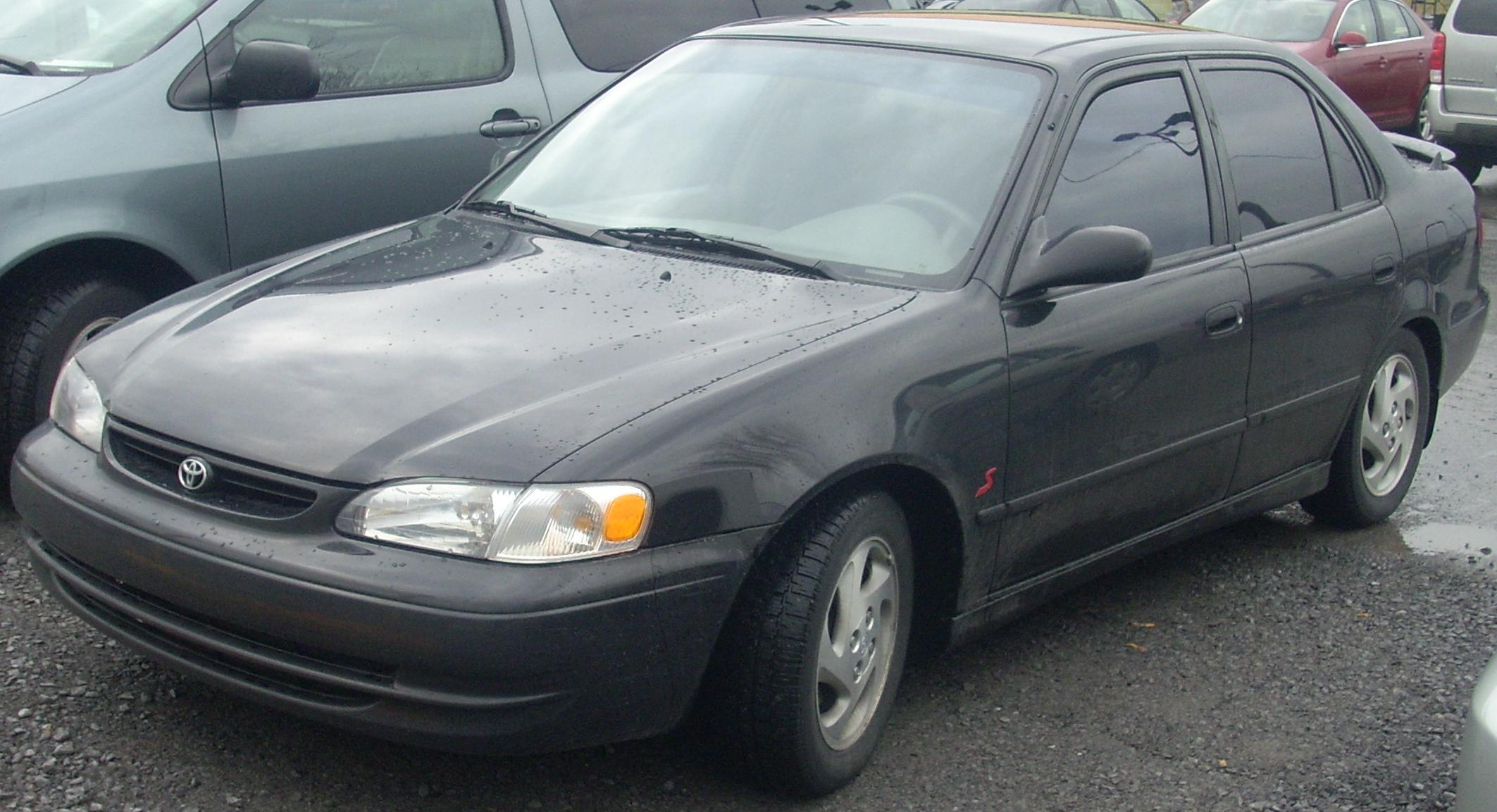
Corolla Sedan 1998-2000 (Amérique du Nord).
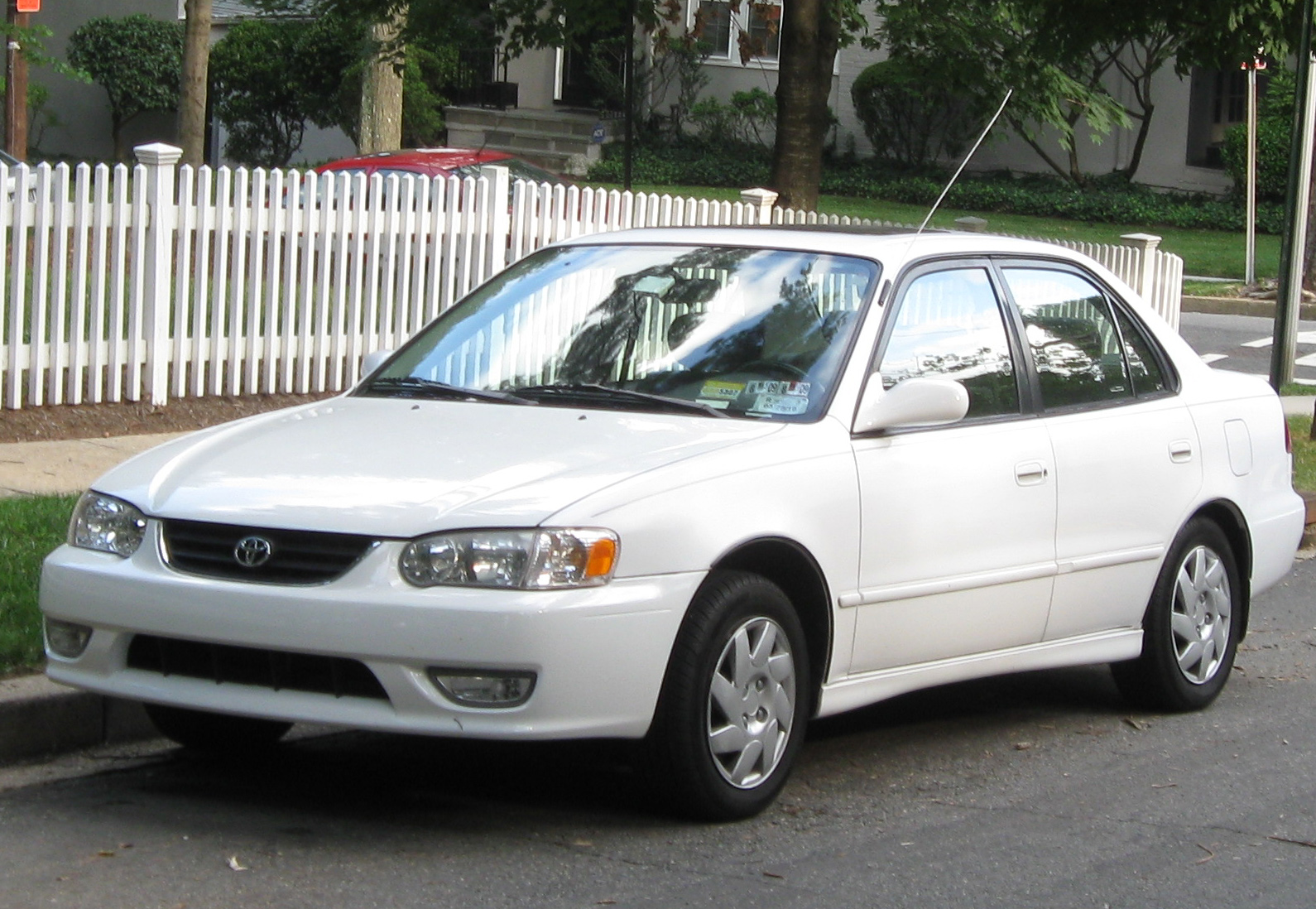
Corolla Sedan 2001-2002 (Amérique du Nord).
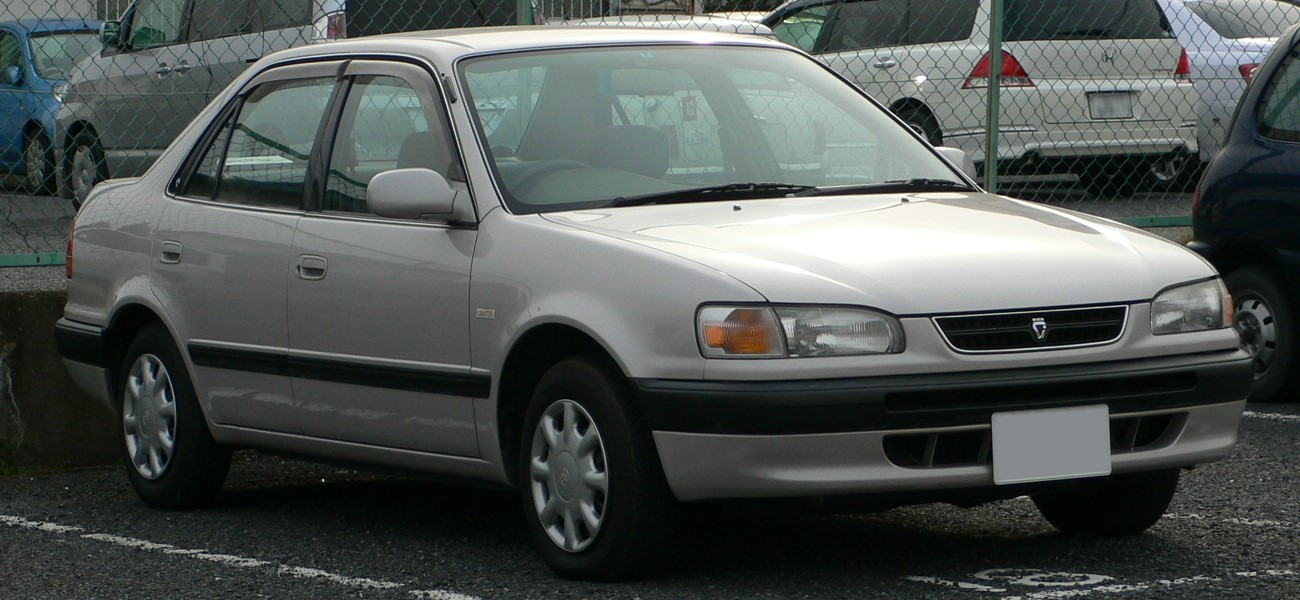
Corolla Sedan 1995-1997 (Japon).
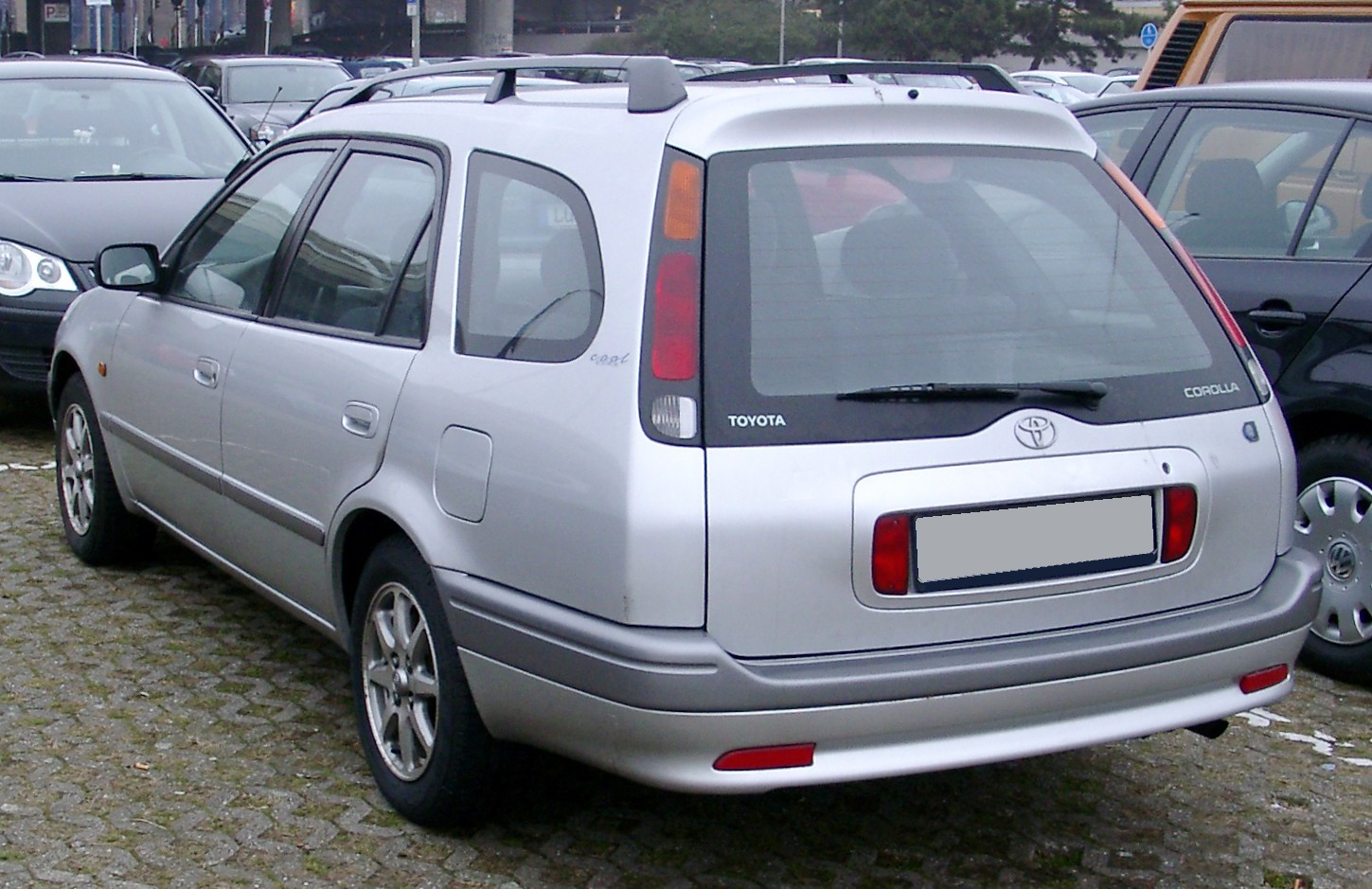
Corolla Break 1997-1999 (Europe).

### Source Toyota Corolla Liftback
Codes moteur, puissance, cylindrée : http://www.ateliodoc.com/login.jsp
Histoire er version de Corolla e11 : https://mag.toyota.co.uk/toyota-corolla-generations-1997-2001/

Corolla E11 Sportivo : https://www.carthrottle.com/post/2z6plol/